# 清水恵理
清水 恵理（しみず えり、1989年7月19日 - ）は、日本の女性モデル、タレント、レースクイーンである。新潟県出身。東京都在住。
T-STYLEに所属し、タレント活動をしていた。現在はペット関係の仕事をしている。

## 経歴・人物
2011年のSUPER GT・全日本ロードレース選手権・鈴鹿8時間耐久ロードレース「エヴァンゲリオンレーシング」の碇シンジ役でレースクイーンとして活動。
- 趣味：映画鑑賞
- 特技：トリミング、料理
- 資格・免許：普通自動車運転免許、愛玩動物飼養管理士、トリミング検定、ハンドリング検定

## 出演

### CM・広告
- リクルート「SUUMO」ココロの声ストーリー 第一話「はじまりの日」

### テレビ
- フジテレビ「夏の恋は虹色に輝く」1話
- ABC「警視庁継続捜査班」2話
- 日本テレビ「黄金の豚-会計検査庁 特別調査課-」5話
- テレビ東京「厳選!いい宿セレクション」[2]
- 日本テレビ「美咲ナンバーワン!!」[3]セミレギュラー
- 読売テレビ「示談交渉人 ゴタ消し」5話
- BeeTV「美少女デート〜あなたが選ぶ、理想の彼女〜」
- 読売テレビ「四つ葉神社ウラ稼業 失恋保険〜告らせ屋〜」2話
- TBS「ツボ娘」

### 雑誌
- nuts（INFOREST）
- EDGE STYLE　（双葉社）
- CUSTOM Burning　（造形社）

### レースクイーン
- エヴァンゲリオンレーシング2011（SUPER GT・全日本ロードレース選手権・鈴鹿8時間耐久ロードレース・碇シンジ役）